# فاطمه عباسی
فاطمه عباسی بازیکن والیبال ایرانی است که در تیم ملی والیبال نشستهٔ زنان ایران بازی می‌کند.

## افتخارات
- نایب قهرمان مسابقات قهرمانی آسیا ۲۰۲۳
- نایب قهرمان مسابقات پاراآسیایی جاکارتا ۲۰۱۸
- نایب قهرمان والیبال نشسته در بازی‌های آسیایی ۲۰۲۲[۵][۶][۷][۸]

## فیلم
این ورزشکار در فیلمی مستند با نام مستند نستوه که توسط شبکه تهران تولید شده حضور داشت.